# مع رجل ممل تجسد كفتاة جميلة
مع رجل ممل تجسد كفتاة جميلة هي سلسلة مانغا يابانية نشرت لأول مرة في نوفمبر 2019 وتم جمعها في 5 تانكوبون ومن المقرر تحويلها لمسلسل أنمي من إنتاج أو إل إم سيعرض في يناير 2022.